# Eleição presidencial da Costa do Marfim em 2020
A eleição presidencial marfinense de 2020 foi realizada em 31 de outubro. Os partidos de oposição ao governo de Alassane Ouattara promoveram um boicote eleitoral em protesto à decisão do presidente em exercício de disputar um 3.º mandato consecutivo com base no entendimento de que a nova Constituição do país, aprovada em referendo popular e promulgada em 2016, autorizaria que o presidente no poder teria o direito de concorrer a um novo mandato de 5 anos. Desse modo, Ouattara não encontrou dificuldade alguma para reeleger-se com a maioria esmagadora de 95.31% dos votos válidos frente os 4.31% obtidos pelos demais candidatos oposicionistas somados.

## Resultados eleitorais
| Candidato                  | Partido                                              | Votos válidos | %     |
| -------------------------- | ---------------------------------------------------- | ------------- | ----- |
| Alassane Ouattara          | Reagrupamento de Houphouëtistas por Democracia e Paz | 3 031 483     | 95.31 |
| Kouadio Konan Bertin       | Independente                                         | 64 011        | 2.01  |
| Henri Konan Bédié          | Partido Democrata da Costa do Marfim                 | 53 330        | 1.68  |
| Pascal Affi N'Guessan      | Frente Popular Marfinense                            | 31 986        | 1.00  |
| Total de votos válidos     | Total de votos válidos                               | 3 180 810     | 97.28 |
| Votos em branco/nulos      | Votos em branco/nulos                                | 89 003        | 2.72  |
| Total de votos registrados | Total de votos registrados                           | 3 269 813     | 100   |
| Eleitorado apto a votar    | Eleitorado apto a votar                              | 6 066 441     | 53.90 |